# Ди Пальма, Карло
Карло Ди Пальма (итал. Carlo Di Palma; 17 апреля 1925, Рим — 9 июля 2004, там же) — итальянский и американский кинооператор, сценарист и режиссёр.

## Биография
Был ассистентом оператора в фильме Висконти «Одержимость» (1943), познакомился здесь с Джанни Ди Венанцо, учился у него. Дебютировал как самостоятельный кинооператор в 1956 году. С 1983 работал в США. Снял более 50 фильмов. Известен прежде всего работами в фильмах Микеланджело Антониони и Вуди Алленa.
В 1970-х поставил несколько комедий с Моникой Витти.
Его племянник — кинооператор Дарио Ди Пальма.

## Избранная фильмография
- Вызов (1958, Франческо Рози)
- Развод по-итальянски (1961, Пьетро Джерми)
- Красная пустыня (1964, Микеланджело Антониони)
- Фотоувеличение (1966, Микеланджело Антониони, номинация на премию BAFTA)
- Армия Бранкалеоне (1966, Марио Моничелли)
- Не промахнись, Ассунта! (1968, Марио Моничелли)
- Свидание (1969, Сидни Люмет)
- Драма ревности (1970, Этторе Скола)
- Пары (1970, Марио Моничелли, новелла «Холодильник»)
- Пацифистка (1970, Миклош Янчо)
- Трагедия смешного человека (1981, Бернардо Бертолуччи)
- Идентификация женщины (1982, Микеланджело Антониони)
- Ханна и её сёстры (1986, Вуди Аллен)
- Дни радио (1987, Вуди Аллен)
- Сентябрь (1987, Вуди Аллен)
- Элис (1990, Вуди Аллен)
- Тени и туман (1992, Вуди Аллен)
- Мужья и жёны (1992, Вуди Аллен)
- Загадочное убийство в Манхэттене (1993, Вуди Аллен)
- Пули над Бродвеем (1994, Вуди Аллен)
- Монстр (1994, Роберто Бениньи)
- Не пей воду (1994, Вуди Аллен, телефильм)
- Великая Афродита (1995, Вуди Аллен)
- Все говорят, что я люблю тебя (1996, Вуди Ален)
- Разбирая Гарри (1997, Вуди Ален)

## Признание
- Серебряная лента Национального синдиката киножурналистов Италии (1965, 1967, 1993, 1997).
- Европейская кинопремия за выдающийся вклад в мировое кино (2003).